# Typhlopolycystis mediterranea
Typhlopolycystis mediterranea är en plattmaskart som beskrevs av Brunet 1965. Typhlopolycystis mediterranea ingår i släktet Typhlopolycystis och familjen Polycystididae. Arten är reproducerande i Sverige. Inga underarter finns listade i Catalogue of Life.